# Berchères-Saint-Germain
Berchères-Saint-Germain è un comune francese di 787 abitanti situato nel dipartimento dell'Eure-et-Loir nella regione del Centro-Valle della Loira.

## Società

### Evoluzione demografica
Abitanti censiti